# العلاقات البيروية الغيانية
العلاقات البيروفية الغيانية هي العلاقات الثنائية التي تجمع بين بيرو وغيانا.

## مقارنة بين البلدين
هذه مقارنة عامة ومرجعية للدولتين:
| وجه المقارنة                                              | بيرو                                   | غيانا        |
| --------------------------------------------------------- | -------------------------------------- | ------------ |
| المساحة (كم2)                                             | 1.29 مليون                             | 214.97 ألف   |
| عدد السكان (نسمة)                                         | 32.16 مليون                            | 777.86 ألف   |
| الكثافة السكانية (ن./كم²)                                 | 24.93                                  | 3.62         |
| العاصمة                                                   | ليما                                   | جورج تاون    |
| اللغة الرسمية                                             | اللغة الإسبانية، اللغة الأيمرية، كتشوا | لغة إنجليزية |
| العملة                                                    | سول بيروفي جديد                        | دولار غياني  |
| الناتج المحلي الإجمالي (بليون دولار)                      | 211.39 مليار                           | 3.68 مليار   |
| الناتج المحلي الإجمالي (تعادل القوة الشرائية) بليون دولار | 393.13 مليار                           | 5.77 مليار   |
| الناتج المحلي الإجمالي الاسمي للفرد دولار أمريكي          | 6.03 ألف                               | 4.13 ألف     |
| الناتج المحلي الإجمالي للفرد دولار أمريكي                 | 11.99 ألف                              |              |
| مؤشر التنمية البشرية                                      | 0.740                                  |              |
| رمز المكالمات الدولي                                      | +51                                    | +592         |
| رمز الإنترنت                                              | .pe                                    | .gy          |
| المنطقة الزمنية                                           | توقيت بيرو، 00                         | 00           |

## منظمات دولية مشتركة
يشترك البلدان في عضوية مجموعة من المنظمات الدولية، منها:
| علم المنظمة | اسم المنظمة                                                          | تاريخ انضمام بيرو | تاريخ انضمام غيانا |
| ----------- | -------------------------------------------------------------------- | ----------------- | ------------------ |
|             | اتحاد دول أمريكا الجنوبية                                            | ?                 | ?                  |
|             | مؤسسة التنمية الدولية                                                | 30 أغسطس 1961     | 4 يناير 1967       |
|             | وكالة ضمان الاستثمار متعدد الأطراف                                   | 2 ديسمبر 1991     | 18 يناير 1989      |
|             | يونسكو                                                               | 21 نوفمبر 1946    | 21 مارس 1967       |
|             | الأمم المتحدة                                                        | 31 أكتوبر 1945    | 20 سبتمبر 1966     |
|             | وكالة حظر الأسلحة النووية في أمريكا اللاتينية ومنطقة البحر الكاريبي ‏ | ?                 | ?                  |
|             | الاتحاد البريدي العالمي                                              | ?                 | ?                  |
|             | البنك الدولي للإنشاء والتعمير                                        | 31 ديسمبر 1945    | 26 سبتمبر 1966     |
|             | الاتحاد الدولي للاتصالات                                             | 12 يوليو 1915     | 8 مارس 1967        |
|             | منظمة حظر الأسلحة الكيميائية                                         | ?                 | ?                  |
|             | مؤسسة التمويل الدولية                                                | 20 يوليو 1956     | 4 يناير 1967       |
|             | المركز الدولي لتسوية المنازعات الاستشارية                            | 8 سبتمبر 1993     | 10 أغسطس 1969      |
|             | منظمة التجارة العالمية                                               | ?                 | ?                  |
|             | منظمة الشرطة الجنائية الدولية                                        | ?                 | ?                  |

## وصلات خارجية
- موقع وزارة الخارجية البيروفية
- موقع وزارة الخارجية الغيانية